# Heimsheim
Heimsheim là một thị trấn nằm ở huyện Enz, thuộc bang Baden-Württemberg, Đức.